# 塩澤敏彦
塩澤 敏彦（しおざわ としひこ、1947年3月8日）は、山梨県甲府市出身の元サッカー選手（DF）・サッカー指導者（JFA 公認S級コーチ）、サッカー解説者。

## 略歴
強豪校・城北高校でサッカーを始める。テクニックに難のある塩澤にはポジション獲得は至難の業であったが、俊足と身体能力を買われて左FBのポジションを獲得し、以来現役生活を通じてDFとしてプレー。
明治大学卒業後の1970年にJSLの名古屋相互銀行へ入部するが、名相銀のメンバーは昼は窓口業務や営業をこなす普通の銀行マンで、練習時間は少なく毎年のように入替戦を戦っていた。2年目の1971年にはリーグ最下位となり、12月30日の入替戦で藤和不動産に敗れた結果、会社が休部を発表した。1972年2月には大久保賢らと共に、新たに山口県熊毛郡平生町にチームが設立された永大産業へ移籍。この事件は当時の新聞も大々的に報じたが、移籍後は選手兼コーチとしてチームの上位進出に貢献。監督の大久保はオフサイドトラップを多用する戦術を駆使していたが、塩澤も、当時のサッカーマガジンの誌面の中で「FWとBK（DF）のラインの幅を狭くして、そこで積極的にボールを取りにいく。裏へ出されても（最終ラインが）前へ出ているからオフサイドが取れる」と語っており、現代サッカーにも通じる考えを実行していた。1976年には監督を務め、一時は病気でセルジオ越後コーチが代行でチームを指揮したが、
第1回JSLカップでは準優勝に導く。1977年に会社の業績不振もあって廃部し、塩澤は2度までも所属先を失う不運に見舞われたが、部の責任者として平田生雄マネージャーと共に選手の再就職に奔走した。
その後は永大を退社し、神奈川県でスポーツショップを経営しながら少年サッカーの指導に携わっていたが、1984年に母校・明大コーチに就任。同年に関東大学リーグ2部優勝、1985年には関東大学リーグ1部2位・大学選手権ベスト4進出に導いた。この手腕を買われ、1986年にJSL2部の全日空横浜クラブ監督に就任。前シーズンにボイコット騒動まで起こった同クラブを再建し、1988年にJSL1部復帰。1988-89シーズンに2位、翌1989-90シーズンに3位に入る好成績をもたらし、オールスターサッカーEAST監督や「プレシーズンマッチ日本リーグ選抜-FCバルセロナ戦」で日本リーグ選抜の監督も務め、1991年退任。塩澤の後任となった加茂周は著書の中で「選手の主張を大幅に取り入れる雰囲気作りの上手い人で、それが好成績に結びついていたが、同時に限界でもあった」と評している。
その後は古巣の後身となる名古屋銀行監督を務める傍ら、1992年から2001年頃までは東海ラジオ「ワイルドサッカー」解説者を務めた。2006年には日本サッカー協会から派遣されてネパール代表監督を務め、2019年より、同年から「Jリーグを目指す」として新規に設立されたエブリサ藤沢の総監督に就任した。

## 所属クラブ
- 1963年 - 1965年 城北高等学校
- 1966年 - 1969年 明治大学
- 1970年 - 1971年 名古屋相互銀行
- 1972年 - 1975年 永大産業

## 指導歴
- 1972年 - 1975年 永大産業 選手兼コーチ
- 1976年 永大 監督
- 1984年 - 1985年 明治大学 コーチ
- 1986年 - 1991年 全日空横浜クラブ 監督
- 名古屋銀行 監督
- 2006年 ネパール代表 監督
- 2019年 -  エブリサ藤沢 総監督

### 監督成績
| 年度    | 所属           | クラブ | 順位 | 勝点 | 勝 | 分 | 敗 | 得点 | 失点 | JSL杯    | 天皇杯    |
| ------- | -------------- | ------ | ---- | ---- | -- | -- | -- | ---- | ---- | -------- | --------- |
| 1976    | JSL1部         | 永大   | 7位  | 18   | 7  | 4  | 7  | 18   | 24   | 準優勝   | ベスト8   |
| 1986    | JSL2部・東下位 | 全日空 | 11位 | 20   | 7  | 6  | 7  | 33   | 30   | 出場停止 | 2回戦敗退 |
| 1987    | JSL2部・東     | 全日空 | 2位  | 20   | 7  | 6  | 1  | 26   | 13   | ベスト4  | -         |
| 1987    | JSL2部・上位   | 全日空 | 優勝 | 24   | 11 | 2  | 1  | 26   | 6    | ベスト4  | -         |
| 1988-89 | JSL1部         | 全日空 | 2位  | 40   | 12 | 4  | 6  | 37   | 22   | ベスト8  | ベスト8   |
| 1989-90 | JSL1部         | 全日空 | 3位  | 40   | 11 | 7  | 4  | 34   | 16   | ベスト8  | ベスト4   |
| 1990-91 | JSL1部         | 全日空 | 7位  | 27   | 7  | 6  | 9  | 24   | 24   | ベスト4  | ベスト8   |